# SN 1960R
SN 1960R是一颗Ia型超新星，距离我们大约6000万光年，位于M85中。后者是后发座的一个旋涡星系。